# わたりとしお
わたりとしお（本名亘肇夫、1961年8月14日 - ）は日本のプロダンサー。現在の芸名はwatari。エターニティ所属。神奈川県出身。

## 経歴
神奈川県立横浜翠嵐高等学校、東京大学教育学部健康教育学科卒業。健康教育学士。日経BP社、リクルートの記者を経てダンススタジオを開く。映画『Shall we ダンス?』でのダンス振り付けや、日本テレビ系バラエティ番組『ウッチャンナンチャンのウリナリ!!』内のコーナー「ウリナリ芸能人社交ダンス部」でのダンス指導をおこなう。
「ウリナリ!!社交ダンス部」から降板したのは、1999年に母親が自殺したことや、「女性セブン」による「セクハラ疑惑」の報道により鬱病を発症したことによる。経営していたダンススタジオの倒産や（ダンススタジオは1996年にウリナリ社交ダンス部創設当初に登場している）、自己破産、自殺未遂などを経て、2003年までの5年間を闘病に費やした。その際、かつて社交ダンス部で縁のあった杉本彩から様々な支えを受け、「彼女がいなかったら、僕は絶対に社会復帰できなかった」と、感謝の念を著書にて綴っている。
2008年4月、映画『Shall we ダンス?』の2次媒体での利用が、作品のために考案した振付の著作権を侵害しているとして、製作会社の角川映画を相手取り、損害賠償を求める訴訟を起こした。2012年2月、東京地方裁判所はわたりの振付に対する著作権を認めず、請求を退ける判決を下した。
現在は、心理カウンセラー、音楽療法士、ダンス・セラピストでの活動や、鬱病や精神的な困難で困っている人に講演などの活動を行っている。「ウリナリ」出演時と較べて体重は30kg以上増えている。政治への進出も視野に入れ、2012年12月の東京都議会議員補欠選挙【葛飾区選挙区】に立候補し落選した。2013年11月の葛飾区議会議員選挙に立候補し 最下位で落選した。

## テレビ出演
- ラテン専科（フジテレビ、1996年）
- ウッチャンナンチャンのウリナリ!!
- クイズ☆タレント名鑑（TBS、2011年7月31日）

## ＣＭ
- ゼビオ（ＣＭではダンスを披露）

## 著書
- 『写真と絵で覚えるダンス入門』西東社, 1997年
- 『わたりとしおのニューダンスレッスン ペアダンス篇』文藝春秋, 1999年
- 『わたりとしおのニューダンスレッスン ストリート篇』文藝春秋, 1999年
- 『リセット　－うつ病と闘った1,826日の記録－私はまた踊る』健康ジャーナル社, 2004年 ISBN 4907838204
- 『魅せる社交ダンスラテンのポイント50―もっと華麗にステップできる! (コツがわかる本)』メイツ出版,2009年　ISBN 4780406919
- 『赤い雪』文芸社,2010年 ISBN 4286080137